# George Strait
George Harvey Strait (18 de maig de 1952) és un cantant nord-americà, actor, i productor musical conegut com a "Rei del Country" i un dels artistes més populars i influents de tots els temps. És conegut pel seu estil country neotradicionalista, per la seva aparença de cowboy, i per ser un dels primers artistes country que va dur de nou la música country als seus orígens, lluny de les influències pop que aquest estil havia patit la dècada de 1980.
L'èxit de Strait va començar amb el seu primer single "Unwound", l'any 1981. Durant la dècada dels 80, set dels seus àlbums van aconseguir arribar al primer lloc de les llistes d'èxits. Ja en els anys 2000, Strait va ser nomenat "Artista de la Dècada" per la Academy of Country Music, va ser escollit per formar part del Country Music Hall of Fame, i va guanyar el primer Grammy al millor àlbum de country per Troubadour.
Strait va ser proclamat per la CMA "Entertainer of the Year" l'any 1989, 1990 i 2013, i per l'ACM "Entertainer of the Year" el 1990 i el 2014. Ha estat nominat per més premis de les dues entitats i ha guanyat aquestes categories més que cap altre artista. El 2009, va superar l'anterior rècord de Conway Twitty en ser qui més números 1 col·locava a les llistes de la Billboard Hot Country Songs, ni més ni menys que 44. Si es tenen en compte totes les llistes musicals, Strait ha aconseguit un total de 60 números 1, més que qualsevol altre artista.
Strait ha venut més de 100 milions de discs arreu del món, fent-lo entrar a la best-selling artists of all time. La RIAA li ha entregat fins a 13 multi-platí, 33 platí, i 38 discos d'or. El seu àlbum més venut és Pure Country (1992), amb 6 milions d'unitats (6× platinum). Segons la RIAA, Strait és el 12è artista amb més discos venuts de tots els Estats Units.

## Discografia

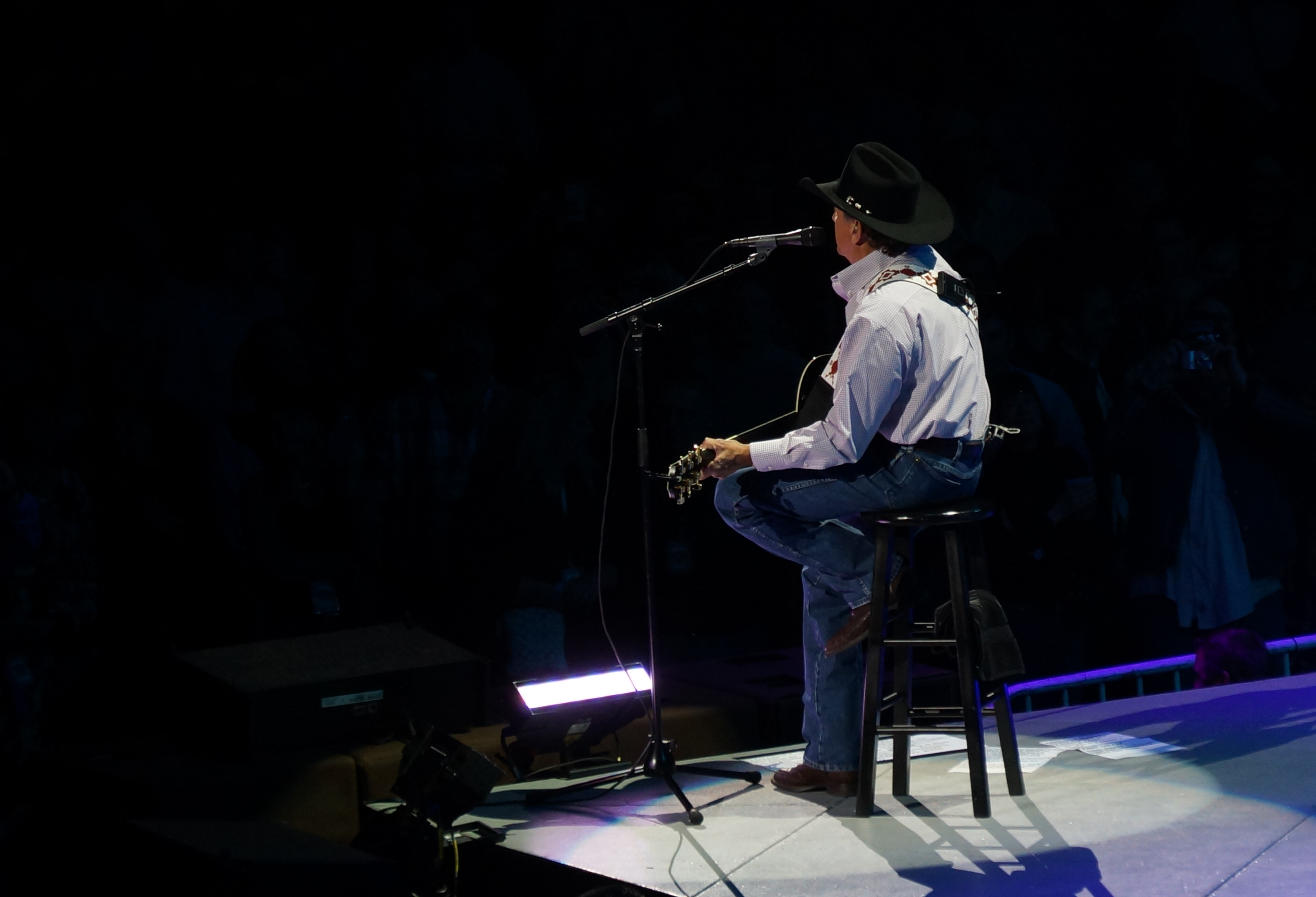
George Strait durant la gira Cowboy Rides Away Tour, XL Center, Hartford, Connecticut, 23 de febrer de 2013

En més de 30 any de carrera, tots ells amb el segell MCA Records, George Strait ha arribat 60 cops al nº 1 de les llistes country, i té més nº1 que qualsevol altre artista de qualsevol gènere musical. A més a més, Strait és també el primer artista de la història de la Billboard Magazine en situar com a mínim un senzill al Top 10 de les llistes Billboard durant 30 anys consecutius, començant el 1981 amb el seu single de debut "Unwound" (va arribar el nº6). Strait ha venut més de 68 milions d'àlbums als Estats Units.
- Strait Country (1981)
- Strait from the Heart (1982)
- Right or Wrong (1983)
- Does Fort Worth Ever Cross Your Mind (1984)
- Something Special (1985)
- #7 (1986)
- Ocean Front Property (1987)
- If You Ain't Lovin' You Ain't Livin' (1988)
- Beyond the Blue Neon (1989)
- Livin' It Up (1990)
- Chill of an Early Fall (1991)
- Holding My Own (1992)
- Pure Country (1992)
- Easy Come, Easy Go (1993)
- Lead On (1994)
- Blue Clear Sky (1996)
- Carrying Your Love with Me (1997)
- One Step at a Time (1998)
- Always Never the Same (1999)
- George Strait (2000)
- The Road Less Traveled (2001)
- Honkytonkville (2003)
- Somewhere Down in Texas (2005)
- It Just Comes Natural (2006)
- Troubadour (2008)
- Twang (2009)
- Here for a Good Time (2011)
- Love Is Everything (2013)

## Filmografia
Strait ha actuat a diverses pel·lícules. Va tenir un petit paper a The Soldier (1982) i va protagonitzar Pure Country (1992). També va actuar, representant-se a si mateix, al film Grand Champion (2002).
A la pel·lícula Pure Country George Strait feia de Dusty Chandler, un famós cantant country que anava massa lluny dels seus orígens i so tradicional. El film no va ser cap èxit de taquilla, només 15 milions de dòlars recaptats, però la banda sonora, amb el mateix títol que la cinta Pure Country, va generar uns quants hits i va esdevenir el seu àlbum més venut fins avui dia. Strait feia un cameo a la segona part de la pel·lícula, Pure Country 2: The Gift.
| Any  | Títol                    | Paper                  |
| ---- | ------------------------ | ---------------------- |
| 1982 | The Soldier              | Ell mateix             |
| 1992 | Pure Country             | Wyatt "Dusty" Chandler |
| 2002 | Grand Champion           | Ell mateix             |
| 2003 | King of the Hill         | Veu de Cornell         |
| 2011 | Pure Country 2: The Gift | Ell mateix             |

## Premis

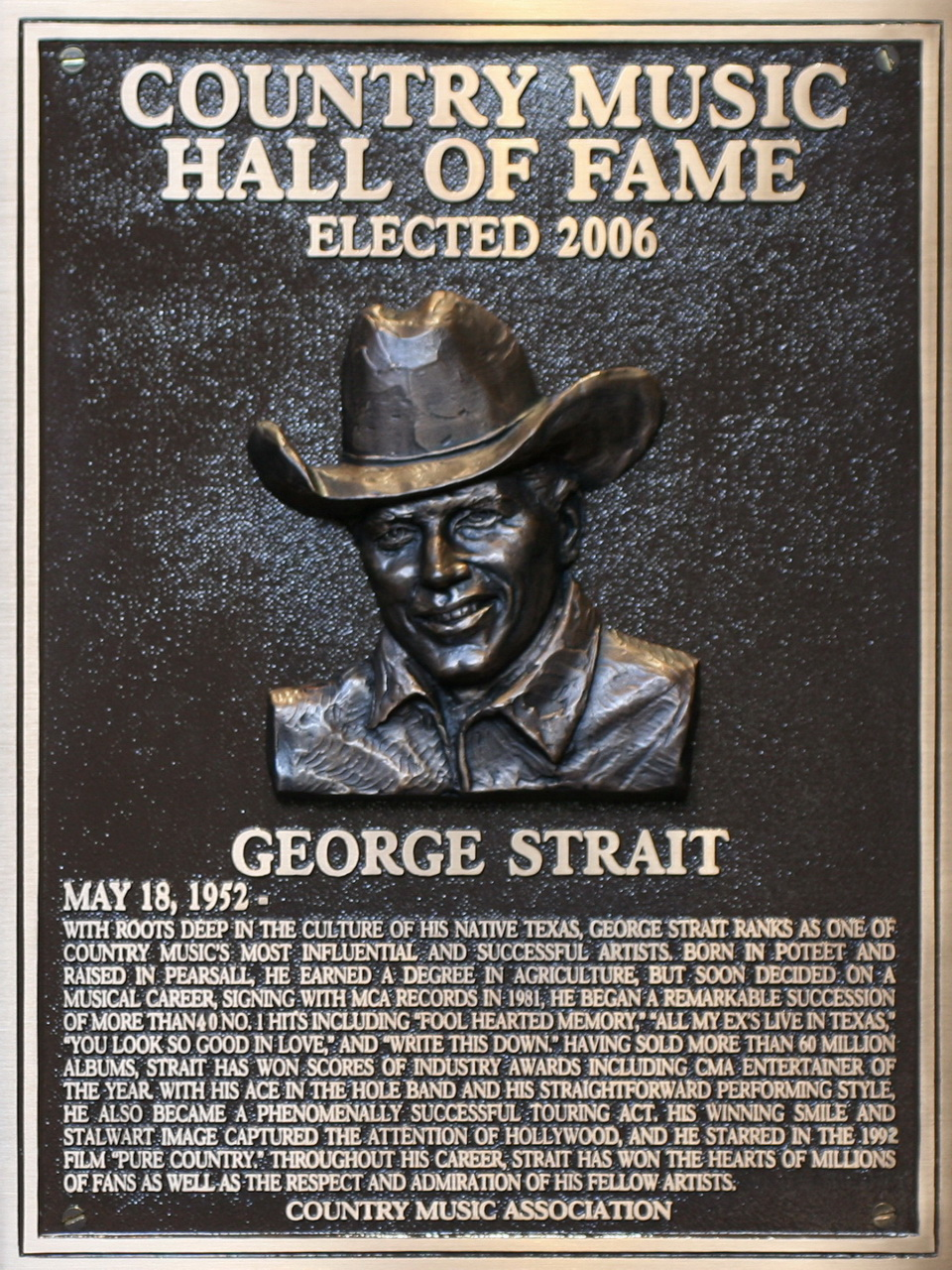
George Strait Country Music Hall of Fame plaque

Strait té el rècord de més àlbums nº1, discs d'or, discs de platí i multiplatí en la història de la música country, i és l'onzè amb més àlbums nº1 de tots els gèneres musicals. Strait és el tercer, darrere d'Elvis Presley i The Beatles, amb més àlbums d'or i platí de la història de la música. Strait ha estat certificat com el dotzè millor cantant amb més discos venuts de la història dels Estats Units, amb més de 70 milions d'àlbums venuts.
Strait ha enregistrat més cançons nº1 i Top-5 que ningú a la història de qualsevol gènere musical, i és l'únic artista que ha aconseguit situar una cançó al Top-10 durant 30 anys seguits. Actualment està a 5 cançons de trencar el rècord absolut de Top10, que ostenta Eddy Arnold amb 92. Strait també ha guanyat 22 CMA Awards, inclosos els tres Entertainer of the Year de 1989, 1990 i 2013, i ostenta el rècord de nominacions de la CMA. Des del 2009, també té el rècord de premis als CMA awards. Strait va ser escollit per formar part del Country Music Hall of Fame l'any 2006. És un dels dos únics artistes (juntament amb Eddy Arnold el 1966) a ser-hi inclòs mentre encara estava al millor moment de la seva carrera.
El 8 de juny de 2010, George Strait va ser nomenat com el millor artista country dels darrers 25 anys, segons la Billboard magazine. L'octubre de 2008, l'Academy of Country Music Awards va nomenar Strait el seu Artista de la Dècada dels 2000. Va ser-hi presentat per l'anterior guanyador, Garth Brooks. Altres guanyadors d'aquest premi van ser Marty Robbins (1960s), Loretta Lynn (1970s), Alabama (1980s) and Garth Brooks (1990s). I amb el premi de millor cantant de l'any que van atorgar-li el 2013, és l'únic artista capaç de guanyar-lo en 3 dècades diferents, i també el més veterà en guanyar-ne un.
| Any  | Premis                                | Premi                                                                          |
| ---- | ------------------------------------- | ------------------------------------------------------------------------------ |
| 1985 | Academy of Country Music              | Top Male Vocalist                                                              |
| 1985 | Country Music Association             | Male Vocalist of the Year                                                      |
| 1985 | Country Music Association             | Album of the Year – Does Fort Worth Ever Cross Your Mind                       |
| 1986 | Academy of Country Music              | Top Male Vocalist                                                              |
| 1986 | Academy of Country Music              | Album of the Year – Does Fort Worth Ever Cross Your Mind                       |
| 1986 | Music City News Country               | Male Artist of the Year                                                        |
| 1986 | Country Music Association             | Male Vocalist of the Year                                                      |
| 1986 | Billboard                             | Top Country Artist                                                             |
| 1987 | Billboard                             | Top Country Artist                                                             |
| 1988 | Academy of Country Music              | Top Male Vocalist                                                              |
| 1989 | Country Music Association             | Entertainer of the Year                                                        |
| 1989 | Special                               | Connie B. Gay Award                                                            |
| 1989 | Academy of Country Music              | Entertainer of the Year                                                        |
| 1989 | Special                               | Presidential American Success Award                                            |
| 1990 | Country Music Association             | Entertainer of the Year                                                        |
| 1990 | Radio & Records                       | Country Performer Of The Year                                                  |
| 1991 | American Music Awards                 | Favorite Country Male Artist                                                   |
| 1993 | Academy of Country Music              | Tex Ritter Movie Of The Year – Pure Country                                    |
| 1995 | Academy of Country Music              | Single of the Year – "Check Yes Or No"                                         |
| 1995 | ASCAP                                 | Voice Of Music Award                                                           |
| 1996 | TNN/Music City News                   | Video of the Year – "Check Yes Or No"                                          |
| 1996 | TNN/Music City News                   | Single of the Year – "Check Yes or No"                                         |
| 1996 | TNN/Music City News                   | Album of the Year – Lead On                                                    |
| 1996 | Music City News Country               | Single of the Year – "Check Yes or No"                                         |
| 1996 | Country Music Association             | Single of the Year – "Check Yes or No"                                         |
| 1996 | Country Music Association             | Album of the Year – Blue Clear Sky                                             |
| 1996 | Country Music Association             | Male Vocalist of the Year                                                      |
| 1996 | Academy of Country Music              | Top Male Vocalist                                                              |
| 1996 | Academy of Country Music              | Album of the Year – Blue Clear Sky                                             |
| 1996 | Radio & Records                       | Best Single – "Check Yes or No"                                                |
| 1996 | Radio & Records                       | Best Male Vocalist                                                             |
| 1996 | Radio & Records                       | Most Valuable Performer                                                        |
| 1996 | Billboard                             | Top Country Artist                                                             |
| 1997 | TNN/Music City News                   | Album of the Year – Blue Clear Sky                                             |
| 1997 | Country Music Association             | Male Vocalist of the Year                                                      |
| 1997 | Country Music Association             | Album of the Year – Carrying Your Love With Me                                 |
| 1997 | American Music Awards                 | Favorite Country Album – Blue Clear Sky                                        |
| 1997 | Academy of Country Music              | Top Male Vocalist                                                              |
| 1997 | Academy of Country Music              | Album of the Year – Carrying Your Love With Me                                 |
| 1997 | Radio & Records                       | Best Album – Blue Clear Sky                                                    |
| 1997 | Radio & Records                       | Best Male Vocalist                                                             |
| 1996 | Billboard                             | Most Played Artist (All Genres of Music)                                       |
| 1998 | Country Music Association             | Male Vocalist of the Year                                                      |
| 1998 | American Music Awards                 | Favorite Country Male Artist                                                   |
| 1998 | American Music Awards                 | Favorite Country Album – Carrying Your Love With Me                            |
| 1998 | Radio & Records                       | Best Male Vocalist                                                             |
| 1999 | Country Weekly Golden Pick Awards     | Favorite Song – "I Just Want To Dance With You"                                |
| 1999 | Country Weekly Golden Pick Awards     | Favorite Line Dance Song – "I Just Want To Dance With You"                     |
| 1999 | Country Weekly Golden Pick Awards     | Favorite Video Entertainer                                                     |
| 1999 | Country Weekly Golden Pick Awards     | Favorite Male Artist                                                           |
| 1999 | Country Weekly Golden Pick Awards     | Favorite Entertainer                                                           |
| 1999 | Country Weekly / TNN/CMT Music Awards | Album of the Year – One Step at a Time                                         |
| 2000 | Country Weekly / TNN/CMT Music Awards | Impact Artist of the Year                                                      |
| 2000 | Country Weekly / TNN/CMT Music Awards | Single of the Year – "Write This Down"                                         |
| 2000 | Country Weekly / TNN/CMT Music Awards | Male Artist of the Year                                                        |
| 2000 | Country Weekly / TNN/CMT Music Awards | Entertainer of the Year                                                        |
| 2000 | Country Weekly / TNN/CMT Music Awards | Album of the Year – Always Never The Same                                      |
| 2000 | Country Music Association             | Vocal Event of the Year – "Murder On Music Row" (with Alan Jackson)            |
| 2001 | Country Music Association             | Song of the Year – "Murder On Music Row" (Awarded to Songwriters)              |
| 2002 | Country Weekly                        | Favorite Collaborative Song – "Designated Drinker" (with Alan Jackson)         |
| 2003 | CMT 40 Greatest Men of Country Music  | Ranked No. 9                                                                   |
| 2003 | Academy of Country Music              | Special Achievement Award (in recognition of 50 No. 1 Songs)                   |
| 2003 | Special Award                         | National Medal of Arts                                                         |
| 2005 | Country Music Association             | Musical Event of the Year – "Good News, Bad News" (with Lee Ann Womack)        |
| 2006 | Honorary Doctoral Degree              | Doctor of Humane Letters presented by Texas State University–San Marcos        |
| 2006 | Country Music Hall of Fame            | Inducted into the Country Music Hall of Fame                                   |
| 2007 | Country Music Association             | Song of the Year - "Give It Away" (Awarded to Songwriter Jamey Johnson)        |
| 2007 | Country Music Association             | Album of the Year – It Just Comes Natural (Two Trophies: Artist, and Producer) |
| 2008 | Country Music Association             | Single of the Year – "I Saw God Today"                                         |
| 2008 | Country Music Association             | Album of the Year – Troubadour                                                 |
| 2009 | Grammy Awards                         | Best Country Album – Troubadour                                                |
| 2009 | Academy of Country Music              | Artist of the Decade                                                           |
| 2010 | Billboard Music Award                 | Top Country Artist of the Past 25 Years                                        |
| 2013 | Country Radio Broadcasters Inc.       | Country Radio Broadcasters Career Achievement Award                            |
| 2013 | ASCAP                                 | ASCAP Founders Award                                                           |
| 2013 | Billboard Touring Awards              | Legend of Live Award                                                           |
| 2013 | Country Music Association             | Entertainer of the Year                                                        |
| 2014 | Academy of Country Music              | Entertainer of the Year                                                        |

Nominacions
- 1998: Grammy al millor àlbum de country